# كارلوس بيريز (لاعب محترف لكرة القاعدة)
كارلوس بيريز (بالإسبانية: Carlos Pérez)‏ هو لاعب محترف لكرة القاعدة ‏ فنزويلي، ولد في 27 أكتوبر 1990 في بلنسية في فنزويلا.

## وصلات خارجية
- كارلوس بيريز على موقع دوري كرة القاعدة الرئيسي (الإنجليزية)
- كارلوس بيريز على موقعبيزبول رفرنس.كوم (الدوري الرئيسي) (الإنجليزية)
- كارلوس بيريز على موقعبيزبول رفرنس.كوم (الدوري الثانوي) (الإنجليزية)
- كارلوس بيريز على موقع إي إس بي إن.كوم (أم.أل.بي) (الإنجليزية)
- كارلوس بيريز على موقع مشجعي الرسوم البيانية (الإنجليزية)